# آر. بالکی
آر. بالکی (انگلیسی: R. Balki; ۱۶ آوریل ۱۹۶۴) کارگردان فیلم و فیلم‌نامه‌نویس اهل هند است.

## فیلم‌شناسی
| سال  | نام              | سمت      | سمت       | سمت          | بازیگران                               | یادداشت                |
| سال  | نام              | کارگردان | تهیه‌کننده | فیلم‌نامه‌نویس | بازیگران                               | یادداشت                |
| ---- | ---------------- | -------- | --------- | ------------ | -------------------------------------- | ---------------------- |
| ۲۰۰۷ | قند کمتر         | آری      | نه        | آری          | آمیتاب باچان، تابو, پارش راوال         |                        |
| ۲۰۰۹ | پدر              | آری      | نه        | آری          | آمیتاب باچان، آبیشک باچان، ویدیا بالان |                        |
| ۲۰۱۲ | انگلیش وینگلیش   | نه       | آری       | نه           | سری دوی، پریا آناند                    |                        |
| ۲۰۱۵ | شامیتاب          | آری      | آری       | آری          | آمیتاب باچان، دنوش، آکشارا حسن         |                        |
| ۲۰۱۶ | آن دختر و آن پسر | آری      | آری       | آری          | آرجون کاپور، کارینا کاپور              |                        |
| ۲۰۱۸ | پدمن             | آری      | آری       | آری          | آکشی کومار، سونام کاپور، رادیکا آپته   |                        |
| ۲۰۱۹ | عملیات مریخ      | نه       | نه        | آری          | آکشی کومار، ویدیا بالان، تاپسی پانو    | also creative director |